# Rugby-Union-Afrikameisterschaft 2007
Die Rugby-Union-Afrikameisterschaft 2007 (englisch 2007 Rugby Africa Cup, französisch Coupe d’Afrique de rugby à XV 2007) der Division 1 war die achte Ausgabe der afrikanischen Kontinentalmeisterschaft in der Sportart Rugby Union. Es waren zwölf Teams beteiligt, die in vier Dreiergruppen eingeteilt waren; Südafrika war mit einer Amateurauswahl vertreten. Jedes Team spielte ein Heim- und Auswärtsspiel gegen die anderen Teams der Gruppe. Die Gruppensieger zogen ins Halbfinale ein, die Halbfinalsieger ermittelten den Afrikameister. Den Afrikameistertitel gewannen erstmals die Ugander.
Parallel dazu fand der Wettbewerb um die CAR Development Trophy statt (entspricht der zweiten Division), der 15 weitere Nationalmannschaften umfasste.

## Division 1

### Gruppenphase
Für einen Sieg gab es vier Punkte, für ein Unentschieden zwei Punkte, bei einer Niederlage null Punkte. Je einen Bonuspunkt gab es für das Erzielen von vier Versuchen oder bei einer Niederlage mit sieben oder weniger Spielpunkten Unterschied.

#### Gruppe 1
|    | Land    | Spiele | Siege | Unent. | Ndlg. | Spiel- punkte | Diff. | Bonus- punkte | Tabellen- punkte |
| -- | ------- | ------ | ----- | ------ | ----- | ------------- | ----- | ------------- | ---------------- |
| 1. | Kenia   | 2      | 2     | 0      | 0     | 45:35         | + 10  | 0             | 8                |
| 2. | Marokko | 2      | 1     | 0      | 1     | 36:29         | + 7   | 5             | 1                |
| 3. | Kamerun | 2      | 0     | 0      | 2     | 25:42         | − 17  | 1             | 1                |

| 26. Mai 2007 | Marokko | 20 : 6 | Kamerun | Stade du C.O.C., Casablanca |
| 26. Mai 2007 |         |        |         | Stade du C.O.C., Casablanca |

| 23. Juni 2007 | Kenia | 23 : 16 | Marokko | RFUEA Ground, Nairobi |
| 23. Juni 2007 |       |         |         | RFUEA Ground, Nairobi |

| 7. Juli 2007 | Kamerun | 19 : 22 | Kenia | Stade Ahmadou Ahidjo, Yaoundé |
| 7. Juli 2007 |         |         |       | Stade Ahmadou Ahidjo, Yaoundé |

#### Gruppe 2
|    | Land           | Spiele | Siege | Unent. | Ndlg. | Spiel- punkte | Diff. | Bonus- punkte | Tabellen- punkte |
| -- | -------------- | ------ | ----- | ------ | ----- | ------------- | ----- | ------------- | ---------------- |
| 1. | Elfenbeinküste | 2      | 2     | 0      | 0     | 28:24         | + 4   | 0             | 8                |
| 2. | Tunesien       | 2      | 1     | 0      | 1     | 25:22         | + 3   | 1             | 5                |
| 3. | Senegal        | 2      | 0     | 0      | 2     | 16:23         | − 7   | 2             | 2                |

| 26. Mai 2007 | Senegal | 11 : 6 | Elfenbeinküste | Stade Léopold Sédar Senghor, Dakar |
| 26. Mai 2007 |         |        |                | Stade Léopold Sédar Senghor, Dakar |

| 23. Juni 2007 | Tunesien | 11 : 6 | Senegal | Stade El Menzah, Tunis |
| 23. Juni 2007 |          |        |         | Stade El Menzah, Tunis |

| 7. Juli 2007 | Elfenbeinküste | 16 : 14 | Tunesien | Stade Robert Champroux, Abidjan |
| 7. Juli 2007 |                |         |          | Stade Robert Champroux, Abidjan |

#### Gruppe 3
|    | Land    | Spiele | Siege | Unent. | Ndlg. | Spiel- punkte | Diff. | Bonus- punkte | Tabellen- punkte |
| -- | ------- | ------ | ----- | ------ | ----- | ------------- | ----- | ------------- | ---------------- |
| 1. | Uganda  | 2      | 2     | 0      | 0     | 41:24         | + 17  | 0             | 8                |
| 2. | Namibia | 2      | 1     | 0      | 1     | 102:30        | + 72  | 2             | 6                |
| 3. | Sambia  | 2      | 0     | 0      | 2     | 15:104        | − 89  | 0             | 0                |

| 26. Mai 2007 | Namibia | 83 : 10 | Sambia | South West Stadium, Windhoek |
| 26. Mai 2007 |         |         |        | South West Stadium, Windhoek |

| 23. Juni 2007 | Uganda | 20 : 19 | Namibia | Kyadondo Rugby Football Club, Kampala |
| 23. Juni 2007 |        |         |         | Kyadondo Rugby Football Club, Kampala |

| 7. Juli 2007 | Sambia | 5 : 21 | Uganda | Showgrounds, Lusaka |
| 7. Juli 2007 |        |        |        | Showgrounds, Lusaka |

#### Gruppe 4
|    | Land                  | Spiele | Siege | Unent. | Ndlg. | Spiel- punkte | Diff. | Bonus- punkte | Tabellen- punkte |
| -- | --------------------- | ------ | ----- | ------ | ----- | ------------- | ----- | ------------- | ---------------- |
| 1. | Madagaskar            | 2      | 2     | 0      | 0     | 51:29         | + 22  | 0             | 8                |
| 2. | South Africa Amateurs | 2      | 1     | 0      | 1     | 45:29         | + 16  | 1             | 5                |
| 3. | Simbabwe              | 2      | 0     | 0      | 2     | 37:75         | − 38  | 1             | 1                |

| 26. Mai 2007 | South Africa Amateurs | 45 : 8 | Simbabwe | Ellis Park Stadium, Johannesburg |
| 26. Mai 2007 |                       |        |          | Ellis Park Stadium, Johannesburg |

| 23. Juni 2007 | Madagaskar | 21 : 0 | South Africa Amateurs |  |
| 23. Juni 2007 | (forfait)  |        |                       |  |

| 2. Juli 2007 | Sambia | 29 : 30 | Madagaskar | Harare Sports Club, Harare |
| 2. Juli 2007 |        |         |            | Harare Sports Club, Harare |

### Halbfinale
| 26. September 2007 | Uganda | 34 : 12 | Kenia | Stade Municipal de Mahamasina, Antananarivo |
| 26. September 2007 |        |         |       | Stade Municipal de Mahamasina, Antananarivo |

| 26. September 2007 | Madagaskar | 32 : 25 | Elfenbeinküste | Stade Municipal de Mahamasina, Antananarivo |
| 26. September 2007 |            |         |                | Stade Municipal de Mahamasina, Antananarivo |

### Spiel um Platz 3
| 29. September 2007 | Kenia | 20 : 17 | Elfenbeinküste | Stade Municipal de Mahamasina, Antananarivo |
| 29. September 2007 |       |         |                | Stade Municipal de Mahamasina, Antananarivo |

### Finale
| 29. September 2007 | Uganda | 42 : 11 | Madagaskar | Stade Municipal de Mahamasina, Antananarivo |
| 29. September 2007 |        |         |            | Stade Municipal de Mahamasina, Antananarivo |

## CAR Development Trophy (Division 2)
Für einen Sieg gab es vier Punkte, für ein Unentschieden zwei Punkte, bei einer Niederlage null Punkte. Je einen Bonuspunkt gab es für das Erzielen von vier Versuchen oder bei einer Niederlage mit sieben oder weniger Spielpunkten Unterschied.

### Nordzone

#### Gruppe A
|    | Land         | Spiele | Siege | Unent. | Ndlg. | Spiel- punkte | Diff. | Bonus- punkte | Tabellen- punkte |
| -- | ------------ | ------ | ----- | ------ | ----- | ------------- | ----- | ------------- | ---------------- |
| 1. | Burkina Faso | 3      | 3     | 0      | 0     | 54:3          | + 51  | 1             | 13               |
| 2. | Mali         | 3      | 2     | 0      | 1     | 42:16         | + 26  | 1             | 9                |
| 3. | Niger        | 3      | 1     | 0      | 2     | 63:18         | + 45  | 3             | 7                |
| 4. | Tschad       | 3      | 0     | 0      | 3     | 0:122         | − 122 | 0             | 0                |

| 19. Juni 2007 | Mali | 32 : 0 | Tschad | Stade du 4-Août, Ouagadougou |
| 19. Juni 2007 |      |        |        | Stade du 4-Août, Ouagadougou |

| 19. Juni 2007 | Burkina Faso | 8 : 3 | Niger | Stade du 4-Août, Ouagadougou |
| 19. Juni 2007 |              |       |       | Stade du 4-Août, Ouagadougou |

| 20. Juni 2007 | Mali | 12 : 5 | Tschad | Stade du 4-Août, Ouagadougou |
| 20. Juni 2007 |      |        |        | Stade du 4-Août, Ouagadougou |

| 20. Juni 2007 | Mali | 10 : 6 | Niger | Stade du 4-Août, Ouagadougou |
| 20. Juni 2007 |      |        |       | Stade du 4-Août, Ouagadougou |

| 22. Juni 2007 | Burkina Faso | 10 : 0 | Mali | Stade du 4-Août, Ouagadougou |
| 22. Juni 2007 |              |        |      | Stade du 4-Août, Ouagadougou |

| 22. Juni 2007 | Niger | 54 : 0 | Tschad | Stade du 4-Août, Ouagadougou |
| 22. Juni 2007 |       |        |        | Stade du 4-Août, Ouagadougou |

#### Gruppe B
|    | Land    | Spiele | Siege | Unent. | Ndlg. | Spiel- punkte | Diff. | Bonus- punkte | Tabellen- punkte |
| -- | ------- | ------ | ----- | ------ | ----- | ------------- | ----- | ------------- | ---------------- |
| 1. | Nigeria | 3      | 3     | 0      | 0     | 83:26         | + 57  | 1             | 13               |
| 2. | Togo    | 3      | 2     | 0      | 1     | 46:38         | + 8   | 0             | 8                |
| 3. | Ghana   | 3      | 1     | 0      | 2     | 39:55         | − 16  | 0             | 4                |
| 4. | Benin   | 3      | 0     | 0      | 3     | 21:70         | − 49  | 1             | 1                |

| 11. Juli 2007 | Togo | 21 : 10 | Ghana | Lagos |
| 11. Juli 2007 |      |         |       | Lagos |

| 11. Juli 2007 | Nigeria | 36 : 6 | Benin | Lagos |
| 11. Juli 2007 |         |        |       | Lagos |

| 14. Juli 2007 | Togo | 14 : 8 | Benin | Lagos |
| 14. Juli 2007 |      |        |       | Lagos |

| 14. Juli 2007 | Nigeria | 27 : 9 | Ghana | Lagos |
| 14. Juli 2007 |         |        |       | Lagos |

| 17. Juli 2007 | Ghana | 20 : 7 | Benin | Lagos |
| 17. Juli 2007 |       |        |       | Lagos |

| 17. Juli 2007 | Nigeria | 20 : 11 | Togo | Lagos |
| 17. Juli 2007 |         |         |      | Lagos |

#### Zonenfinale
Durch den Rückzug von Burkina Faso entfiel das Zonenfinale, wodurch Nigeria als Turniersieger feststand.

### Südzone

#### Gruppe A
(Burundi zog sich vor Turnierbeginn zurück)
|    | Land     | Spiele | Siege | Unent. | Ndlg. | Spiel- punkte | Diff. | Bonus- punkte | Tabellen- punkte |
| -- | -------- | ------ | ----- | ------ | ----- | ------------- | ----- | ------------- | ---------------- |
| 1. | Tansania | 2      | 2     | 0      | 0     | 71:17         | + 54  | 1             | 9                |
| 2. | Mayotte  | 2      | 1     | 0      | 1     | 69:18         | + 51  | 2             | 6                |
| 3. | Ruanda   | 2      | 0     | 0      | 2     | 6:111         | − 105 | 0             | 0                |

| 26. Juni 2007 | Tansania | 18 : 11 | Mayotte | Braeburn International School, Arusha |
| 26. Juni 2007 |          |         |         | Braeburn International School, Arusha |

| 28. Juni 2007 | Mayotte | 58 : 0 | Ruanda | Braeburn International School, Arusha |
| 28. Juni 2007 |         |        |        | Braeburn International School, Arusha |

| 30. Juni 2007 | Tansania | 53 : 6 | Ruanda | Braeburn International School, Arusha |
| 30. Juni 2007 |          |        |        | Braeburn International School, Arusha |

#### Gruppe B
|    | Land      | Spiele | Siege | Unent. | Ndlg. | Spiel- punkte | Diff. | Bonus- punkte | Tabellen- punkte |
| -- | --------- | ------ | ----- | ------ | ----- | ------------- | ----- | ------------- | ---------------- |
| 1. | Botswana  | 3      | 3     | 0      | 0     | 83:26         | + 57  | 2             | 10               |
| 2. | Réunion   | 3      | 2     | 0      | 1     | 79:30         | + 49  | 2             | 10               |
| 3. | Mauritius | 3      | 1     | 0      | 2     | 69:55         | + 14  | 1             | 9                |
| 4. | Swasiland | 3      | 0     | 0      | 3     | 19:139        | − 120 | 0             | 0                |

| 17. Juli 2007 | Mauritius | 41 : 12 | Swasiland | Gaborone Rugby Club, Gaborone |
| 17. Juli 2007 |           |         |           | Gaborone Rugby Club, Gaborone |

| 17. Juli 2007 | Botswana | 6 : 15 | Réunion | Gaborone Rugby Club, Gaborone |
| 17. Juli 2007 |          |        |         | Gaborone Rugby Club, Gaborone |

| 19. Juli 2007 | Botswana | 46 : 0 | Swasiland | Gaborone Rugby Club, Gaborone |
| 19. Juli 2007 |          |        |           | Gaborone Rugby Club, Gaborone |

| 19. Juli 2007 | Mauritius | 17 : 12 | Réunion | Gaborone Rugby Club, Gaborone |
| 19. Juli 2007 |           |         |         | Gaborone Rugby Club, Gaborone |

| 21. Juli 2007 | Réunion | 52 : 7 | Swasiland | Gaborone Rugby Club, Gaborone |
| 21. Juli 2007 |         |        |           | Gaborone Rugby Club, Gaborone |

| 21. Juli 2007 | Botswana | 31 : 11 | Mauritius | Gaborone Rugby Club, Gaborone |
| 21. Juli 2007 |          |         |           | Gaborone Rugby Club, Gaborone |

#### Zonenfinale
| 18. August 2007 | Botswana | 37 : 14 | Tansania | Gaborone Rugby Club, Gaborone |
| 18. August 2007 |          |         |          | Gaborone Rugby Club, Gaborone |